# حريش متبدل
حريش متبدل (الاسم العلمي: Lithobius mutabilis) هو نوع من المفصليات يتبع جنس الحريش من الفصيلة الحريشية.